# 上総清川駅

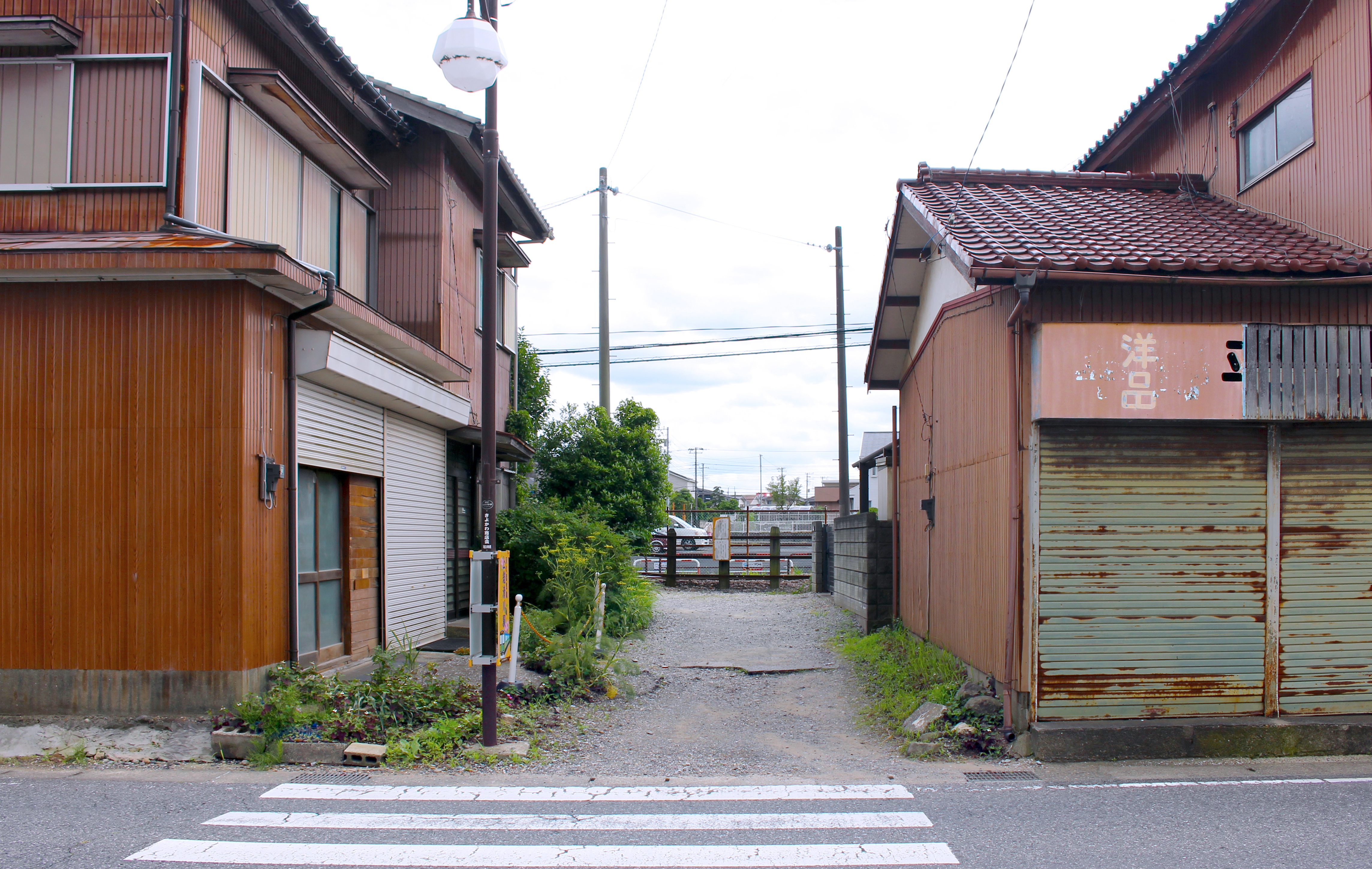
駅出入口の遠景（2024年6月）

上総清川駅（かずさきよかわえき）は、千葉県木更津市菅生（）にある、東日本旅客鉄道（JR東日本）久留里線の駅である。

## 歴史
- 1912年（大正元年）12月28日：千葉県営鉄道久留里線の清川駅（きよかわえき）として開設[1][2]。
- 1923年（大正12年）9月1日：国有化と同時に上総清川駅に改称[1][2]。
- 1954年（昭和29年）9月16日：貨物及び荷物扱い廃止[2][3]。無人駅化[4]。
- 1987年（昭和62年）4月1日：国鉄分割民営化に伴い、東日本旅客鉄道（JR東日本）の駅となる[1][2]。
- 2004年（平成16年）：台風による強風で駅舎が損壊。旧駅舎が撤去される。
- 2005年（平成17年）：新駅舎に改築。
- 2009年（平成21年）3月14日：東京近郊区間に編入される[5]。

## 駅構造
単式ホーム1面1線を有する地上駅。ホームは5両編成までに対応する。
久留里駅管理の無人駅。乗車駅証明書発行機が設置されている。

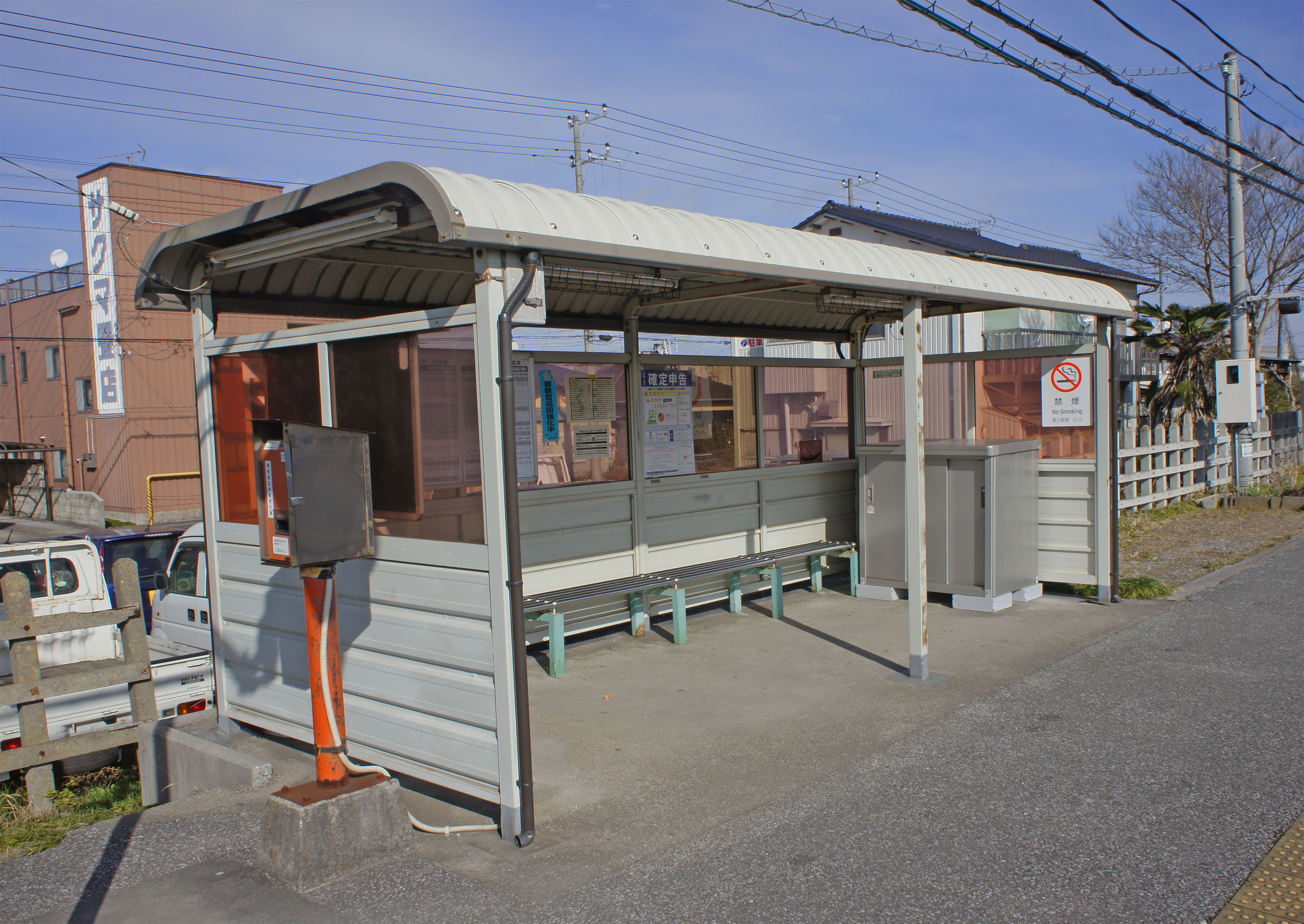
待合室（2022年1月）
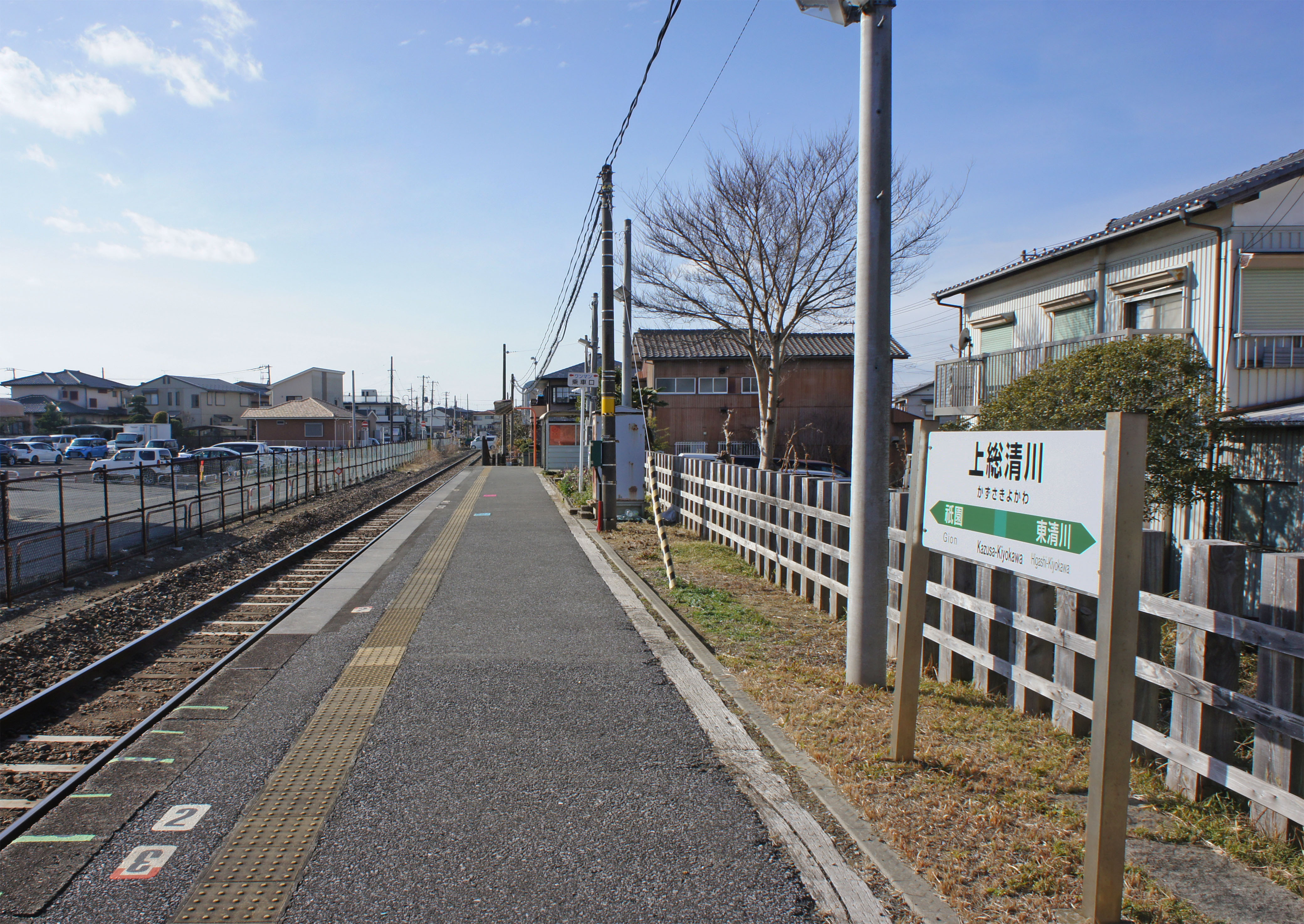
駅ホーム（2022年1月）

### プラットホーム改善問題
当駅のホームと改札口は北側に設置されているが、南側に住宅地が多く点在するため、南側からの利用者が多い。しかし、佐藤多美男議員（木更津市議会議員）の答弁によると、南側にはホームに繋がる連絡道路が無いため、利用者の多くが踏切から列車軌道上を通行、或いは南側ネット柵を飛び越えるなどして、駅ホームに侵入する問題が生じた。市やJRの対応として木更津駅の指導員が不定期で巡回し、同様の行為を発見した場合の注意指導、踏切からの通行を遮断、利用者に対しルールを遵守するよう呼び掛け、線路脇に注意看板を設置するなどの策を講じ、この問題は概ね改善された。一方、この問題を取上げた佐藤議員は、周辺利用者から「不便の声」が出ていることを理由に、駅南側にホームを移設することを提案したが、JR東日本千葉支社は「移設工事の予定は無い」と回答し、南側に移設する目途は立っていない。

## 利用状況
2006年（平成18年）度の1日平均乗車人員は254人である。
千葉県統計年鑑によると、近年の1日平均乗車人員の推移は以下の通り。
| 年度               | 1日平均 乗車人員 | 出典     |
| ------------------ | ---------------- | -------- |
| 1990年（平成02年） | 352              | [ * 1 ]  |
| 1991年（平成03年） | 368              | [ * 2 ]  |
| 1992年（平成04年） | 376              | [ * 3 ]  |
| 1993年（平成05年） | 363              | [ * 4 ]  |
| 1994年（平成06年） | 380              | [ * 5 ]  |
| 1995年（平成07年） | 364              | [ * 6 ]  |
| 1996年（平成08年） | 335              | [ * 7 ]  |
| 1997年（平成09年） | 274              | [ * 8 ]  |
| 1998年（平成10年） | 277              | [ * 9 ]  |
| 1999年（平成11年） | 287              | [ * 10 ] |
| 2000年（平成12年） | 297              | [ * 11 ] |
| 2001年（平成13年） | 273              | [ * 12 ] |
| 2002年（平成14年） | 249              | [ * 13 ] |
| 2003年（平成15年） | 244              | [ * 14 ] |
| 2004年（平成16年） | 238              | [ * 15 ] |
| 2005年（平成17年） | 229              | [ * 16 ] |
| 2006年（平成18年） | 254              | [ * 17 ] |

## 駅周辺

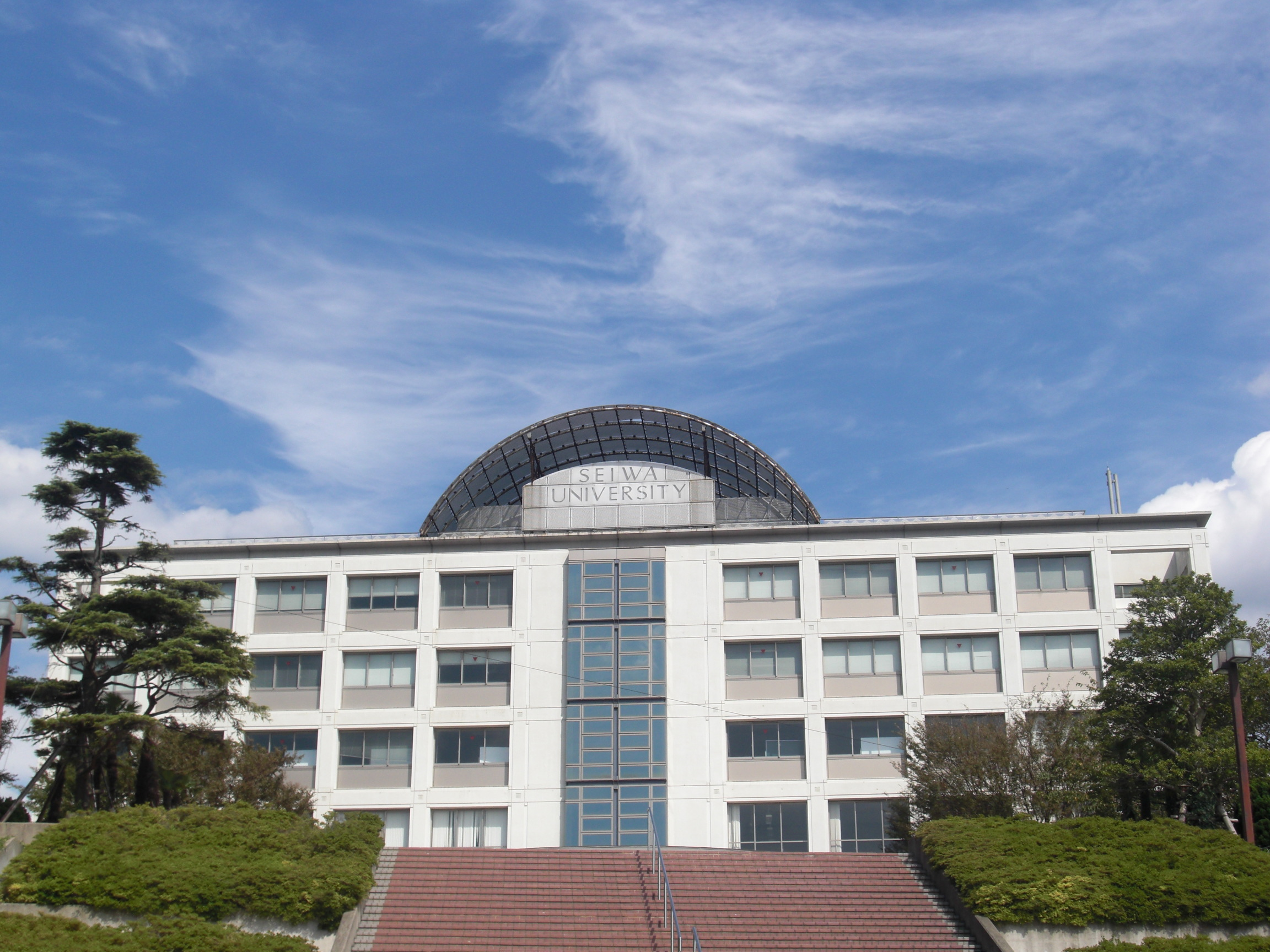
清和大学

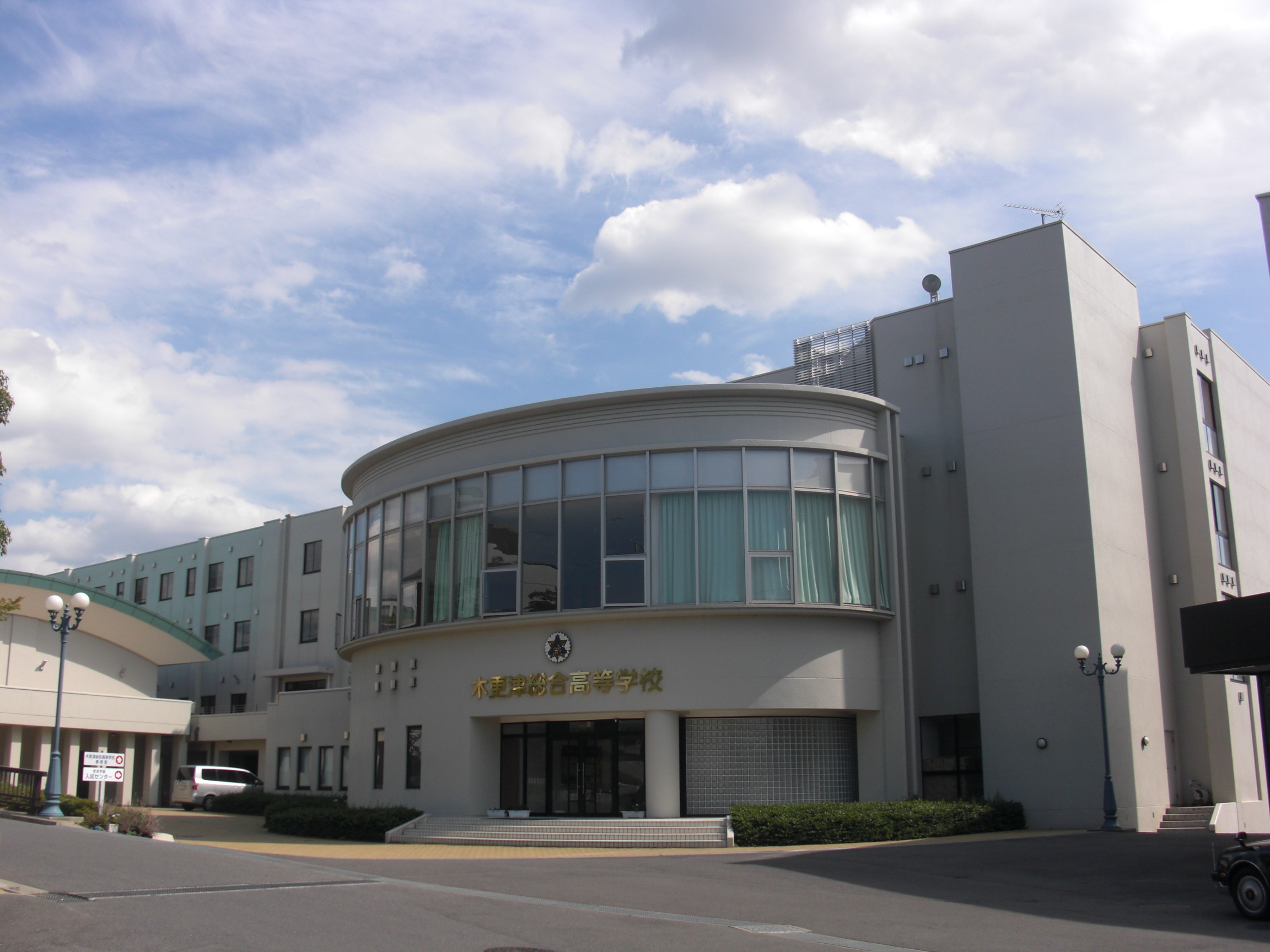
木更津総合高等学校

駅出入口側（北側）には国道409号が通り、約100メートル西側の清川交差点で千葉県道146号木更津根形線と交わる。小櫃川を越えた先は田園地帯が広がる。
駅南側は住宅地が点在しており、清見台中央通りやほたる野（地名）周辺にアピタ木更津店、おどや木更津清見台店、上総の駅わくわく広場清見台店、スーパー富分清見台店、ケーズデンキ木更津店、DCM木更津ほたる野店などの商業施設が並んでいる。
- 清和大学（約2キロメートル、徒歩約25分、木更津駅から路線・スクールバスも運行）
  - 清和大学短期大学部
  - 清和大学グラウンド
- 木更津工業高等専門学校（約1.6キロメートル、徒歩約18分、最寄駅は祇園駅）
- 木更津総合高等学校（約2キロメートル、徒歩約25分）
  - 木更津総合高等学校ソフトボール部専用グラウンド
- 木更津市立清川中学校
- 木更津市立祇園小学校
- 木更津東邦病院
- 君津広域水道企業団大寺浄水場
- 清川郵便局
- 千葉信用金庫
- JA木更津市清川支店
- 江沢公園
- 小櫃堰公園
- 小櫃川
- 日東交通「清川駅前」停留所

## 隣の駅
東日本旅客鉄道（JR東日本）
■久留里線
祇園駅 - 上総清川駅 - 東清川駅

### 記事本文

### 利用状況
1. ↑  千葉県統計年鑑 - 千葉県
2. ↑  木更津市統計書 - 木更津市

千葉県統計年鑑
1. ↑  千葉県統計年鑑（平成3年）
2. ↑  千葉県統計年鑑（平成4年）
3. ↑  千葉県統計年鑑（平成5年）
4. ↑  千葉県統計年鑑（平成6年）
5. ↑  千葉県統計年鑑（平成7年）
6. ↑  千葉県統計年鑑（平成8年）
7. ↑  千葉県統計年鑑（平成9年）
8. ↑  千葉県統計年鑑（平成10年）
9. ↑  千葉県統計年鑑（平成11年）
10. ↑  千葉県統計年鑑（平成12年）
11. ↑  千葉県統計年鑑（平成13年）
12. ↑  千葉県統計年鑑（平成14年）
13. ↑  千葉県統計年鑑（平成15年）
14. ↑  千葉県統計年鑑（平成16年）
15. ↑  千葉県統計年鑑（平成17年）
16. ↑  千葉県統計年鑑（平成18年）
17. ↑  千葉県統計年鑑（平成19年）